# Nowy Będzin

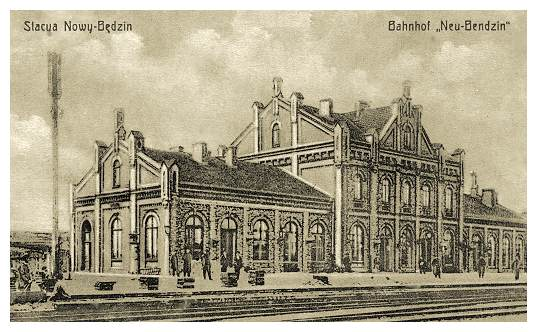
Dworzec w Nowym Będzinie (stan pocz. XX w.)

Nowy Będzin – część Będzina. Nazwa przyjęta na przełomie XVIII i XIX w., dla odróżnienia od obrębu miejskiego zwanego wówczas Miasto Narodowe Stary Będzin.
Pierwsze zabudowania na terenie Nowego Będzina powstawały już w XVII w. Znaczący rozwój nastąpił wraz z budową Drogi Żelaznej Ząbkowicko-Katowickiej, oddanej do użytku w 1859 r. Powstała wtedy w Nowym Będzinie główna dla Będzina stacja kolejowa.
Nowy Będzin w 1923 r. włączono w granice administracyjne Będzina. Miało to na celu zmniejszenie udziału ludności żydowskiej w ogólnej liczbie ludności tego miasta. 
W okresie PRL-u Nowy Będzin zagospodarowano na dzielnicę przemysłową. Większość z przedsiębiorstw upadła w okresie transformacji ustrojowej w Polsce. Okazały budynek stacyjny popadł w ruinę.